# 滋賀県道126号相模水口線
滋賀県道126号相模水口線（しがけんどう126ごう さがみみなくちせん）は、滋賀県甲賀市を通る一般県道である。

## 概要
甲賀市甲賀町相模から甲賀市水口町今郷に至る。

### 路線データ
- 起点：甲賀市甲賀町相模（相模交差点、滋賀県道24号甲賀土山線交点）
- 終点：甲賀市水口町今郷（国道1号交点、滋賀県道182号西明寺水口線終点）
- 総延長：6.9 km

## 路線状況

### 重複区間
- 滋賀県道127号小佐治甲南線（甲賀市甲賀町神保 - 甲賀市甲賀町小佐治・佐山小学校前交差点）

### 道路施設

#### 橋梁
- 須原橋（大原川、甲賀市）
- 樋詰橋（佐治川、甲賀市）
- 新岩上橋（野洲川、甲賀市）

## 地理

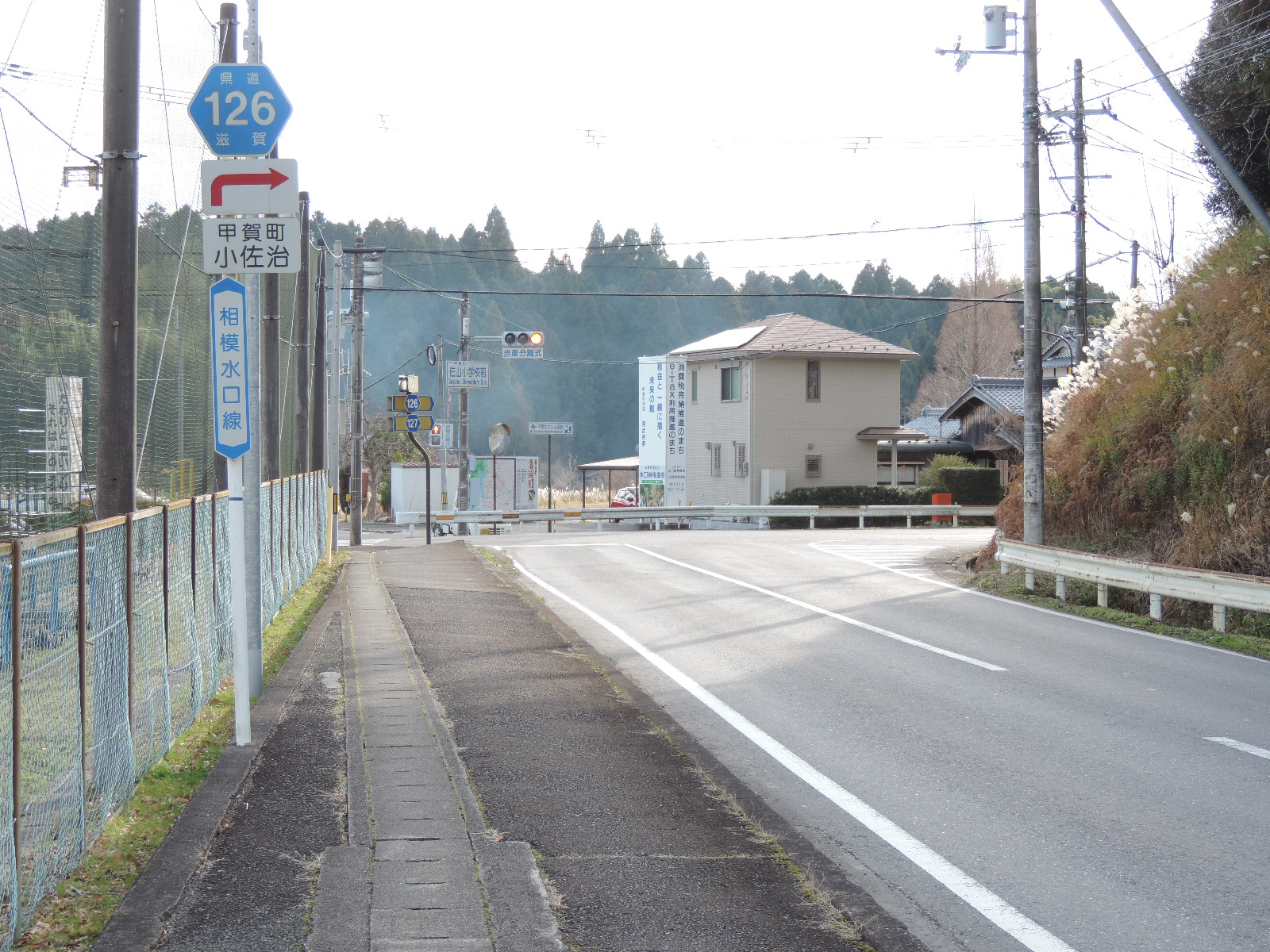
甲賀市甲賀町小佐治

### 通過する自治体
- 滋賀県
  - 甲賀市

### 交差する道路
| 交差する道路                                     | 交差する場所 | 交差する場所       |
| ------------------------------------------------ | ------------ | ------------------ |
| 滋賀県道24号甲賀土山線                           | 甲賀町相模   | 相模交差点 / 起点  |
| 滋賀県道127号小佐治甲南線 重複区間起点           | 甲賀町神保   |                    |
| 滋賀県道127号小佐治甲南線 重複区間終点           | 甲賀町小佐治 | 佐山小学校前交差点 |
| 滋賀県道538号和野嶬峨線                          | 水口町嶬峨   |                    |
| 滋賀県道128号杉谷嶬峨線                          | 水口町嶬峨   |                    |
| 滋賀県道549号大野名坂線                          | 水口町今郷   | 新岩上橋北交差点   |
| 国道1号 / 水口バイパス 滋賀県道182号西明寺水口線 | 水口町今郷   | 終点               |

### 沿線
- 甲賀の里忍術村
- 佐山郵便局
- 甲賀市立佐山小学校
- 八坂神社